# Karthala
Karthala je štítová sopka, nacházející se na největším ostrově Komor - Grande Comore. Karthala se tyčí nad městem Moroni, ve kterém žije okolo 60 000 obyvatel. Je to jedna ze dvou štítových sopek na ostrově, ale pouze tato sopka je aktivní, naposledy v lednu 2007. Sopka má podobný tvar jako havajské sopky, má též podobné horninové složení - převládající bazalty.
Vrchol sopky je tvořen kalderou s průměrem 3 × 4 km, jejíž morfologii změnily početné erupce (od začátku 19. století jich bylo více než 20). Vzhledem k blízkosti lidských sídel jsou erupce dosti nebezpečné, např. v roce 2005 dosáhl lávový proud západního okraje hlavního města a více než 40 000 lidí muselo být evakuováno.